# 6С1 «Канарейка»
6С1 «Канарейка» — советский стрелково–гранатомётный комплекс, созданный в ЦНИИточмаш под патрон 5,45 × 39 мм на базе автомата АКС-74У и бесшумного гранатомёта 6Г16. Изначально разрабатывался для нужд формирований спецназа и разведывательно-диверсионных подразделений Советской Армии.
Комплекс включает:
- специальную бесшумную модификацию 5,45-мм автомата Калашникова со складным плечевым упором АКС-74УБ;
- прибор бесшумной и беспламенной стрельбы ПБС;
- специальный 30-мм бесшумный подствольный гранатомёт 6Г16.

Стрельба из автомата с ПБС может вестись как специальными патронами УС (уменьшенной скорости) с дозвуковой начальной скоростью утяжелённой пули, так и обычными патронами. В номенклатуру боеприпасов к гранатомёту входят выстрелы двух типов — боевые бронебойно-зажигательные (обозначение ВОГ-Т) и учебные с инертной БЧ. Максимальная прицельная дальность стрельбы из гранатомёта — 400 м. Кумулятивная граната обеспечивает пробитие брони толщиной 15 мм и необходимое запреградное действие по цели. Стабилизация гранаты в полёте осуществляется её вращением, для чего на внешней стороне корпуса гранаты выполнены готовые выступы для следования по нарезам в стволе гранатомёта. Для смягчения отдачи при стрельбе гранатой на затыльник приклада надевается резиновый амортизатор того же образца, что используется для автоматов с ГП-25 (ГП-30). Комплекс «Канарейка» снят с вооружения в начале 1990-х годов, по причине поступления в войска и силы спецназа более технологически продвинутых образцов оружия - бесшумной винтовки ВСС и специального автомата «Вал».